# Canela
Canela és un municipi localitzat a la Serra Gaúcha, a l'estat de Rio Grande do Sul. Separat de Gramado per la Vall del Quilombo, conforma juntament amb la seva ciutat veïna el pol turístic més important de l'estat i un dels més concorreguts del país. El seu nom es deu a la presència de la caneleira, el canyeller (Cinnamomum verum), arbre típic de la regió.
El primer nucli urbà de la ciutat es formà l'any 1903, quan s'hi va establir el coronel João Ferreira Corrêa da Silva, que avui dona nom a la plaça principal. El 28 de desembre de 1944, la Llei estatal núm. 717 va crear el municipi, que es va instal·lar quatre dies després, l'1 de gener de 1945. Es troba a 29º21'56" de latitud sud i 50º48'56 " de longitud oest, a una altitud de 837 metres. La seva població estimada el 2024 és de 50.600 habitants segons l'Institut Brasiler de Geografia i Estadística.

## Història

### Assentament
La Serra Gaúcha va ser habitada, antigament, pels indis caingangs. En els segles xviii i xix, van ser desplaçats violentament per l'acció dels assassins d'indígenes, els anomenats "bugreiros". Aquests van ser contractats pel govern imperial brasiler per obtenir espai per a la instal·lació d'immigrants europeus a la regió, amb l'objectiu d'un "blanqueig" de la població brasilera, que, a l'època, era predominantment negra o mestissa. Paral·lelament, la regió va ser explorada per descendents de les Açores, els anomenats "tropeiros", que utilitzaven la regió pel descans del bestiar en la seva ruta cap al sud-est brasiler.

### Emancipació

Canela el 1966, durant la construcció de la Catedral.

Un dels destins turístics més importants de Rio Grande do Sul, la ciutat de Canela va tenir el seu primer nucli urbà l'any 1903, quan el coronel João Ferreira Corrêa da Silva es va instal·lar a la localitat. Va ser sota la seva organització que es va construir la carretera a Taquara, territori al què pertanyia Canela, i s'hi van establir els serveis principals. La plaça principal de Canela du el nom d'aquest pioner. El clima saludable i les belleses naturals van donar suport al desenvolupament de la ciutat com a centre d'estiueig des dels anys 1930 i especialment a partir de 1940.
També va ser en aquesta època que va sorgir el moviment emancipacionista liderat per Pedro Sander, Nagibe da Rosa, Danton Corrêa da Silva, Attilio Zugno i Pedro Oscar Selbach. El 28 de desembre de 1944, la Llei estatal núm. 717 va establir la creació del municipi, que es va instal·lar quatre dies després, l'1 de gener de 1945. El ferrocarril i les centrals hidroelèctriques de Canastra i Bugres van col·laborar a consolidar la importància de Canela.

## Turisme
La ciutat és famosa com a base per a practicar activitats ecoturístiques. Entre els seus reclams turístics destaquen el Parc Estatal del Caracol, amb la famosa cascada del mateix nom, de 131 metres de caiguda, i el Parc de la Ferradura.
La ciutat acull una de les més importants catedrals de la regió, la patrona de la qual és la Mare de Déu de Lorda, coneguda localment com a Catedral de pedra, perquè va ser construïda en basalt en estil gòtic anglès. Un altre monument destacable és el Castelinho, una casa de principis del segle xx  construïda en estil típic europeu. En les seves instal·lacions funciona un museu i una confiteria on se serveix apfelstrudel acompanyat de te de camamilla. La gastronomia local recull la tradició brasilera, i hi incorpora la influència oriental, alemanya, suïssa o italiana present a la regió sud del Brasil.

### Galeria d'imatges

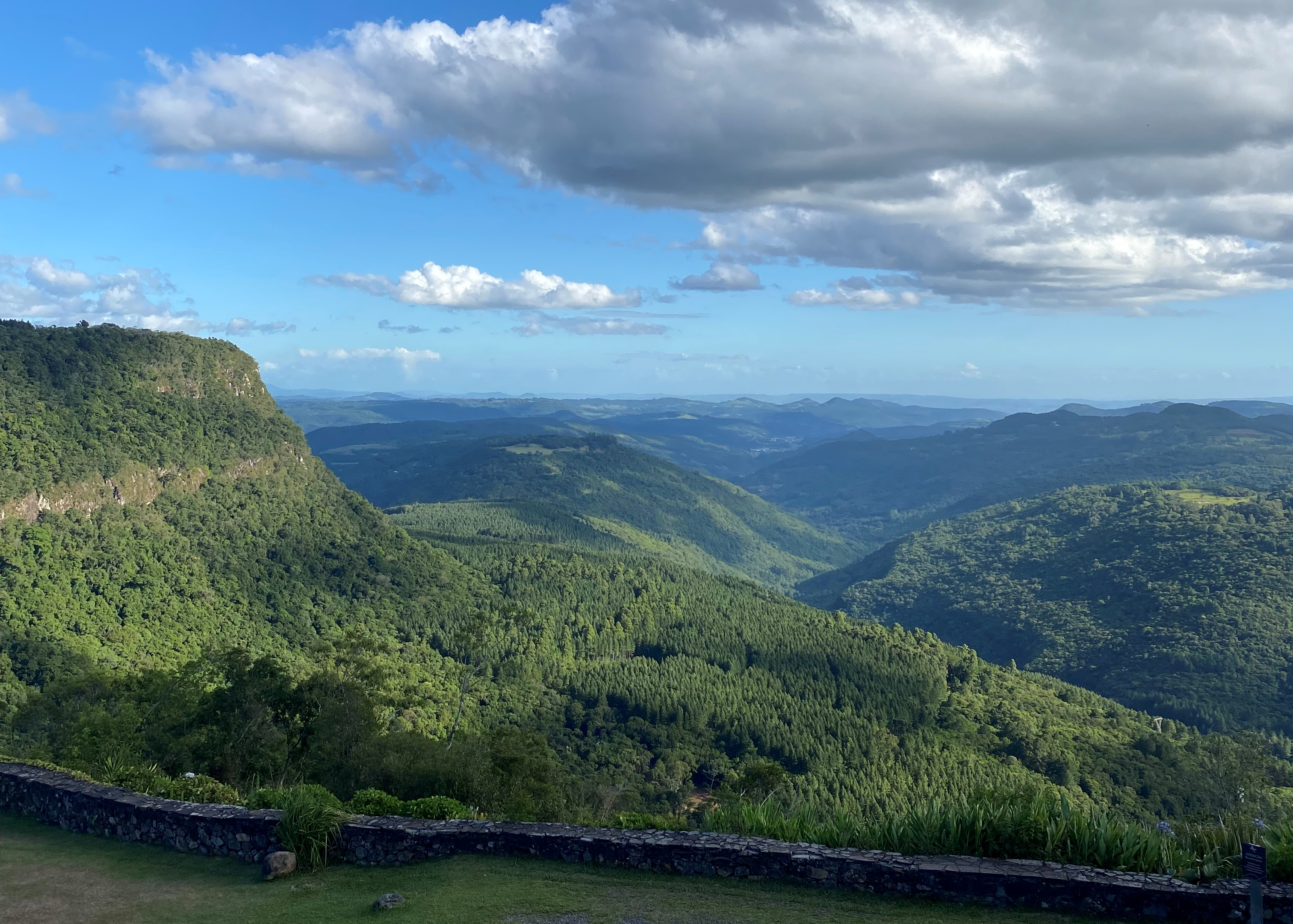
Vall de Quilombo
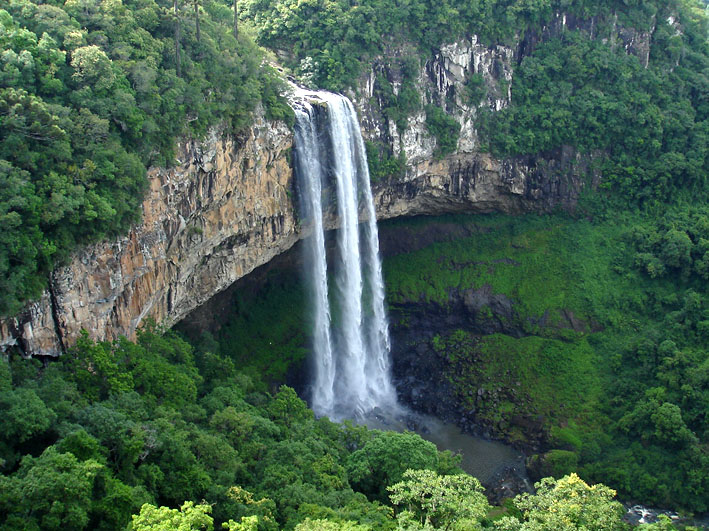
Cascada del Caracol
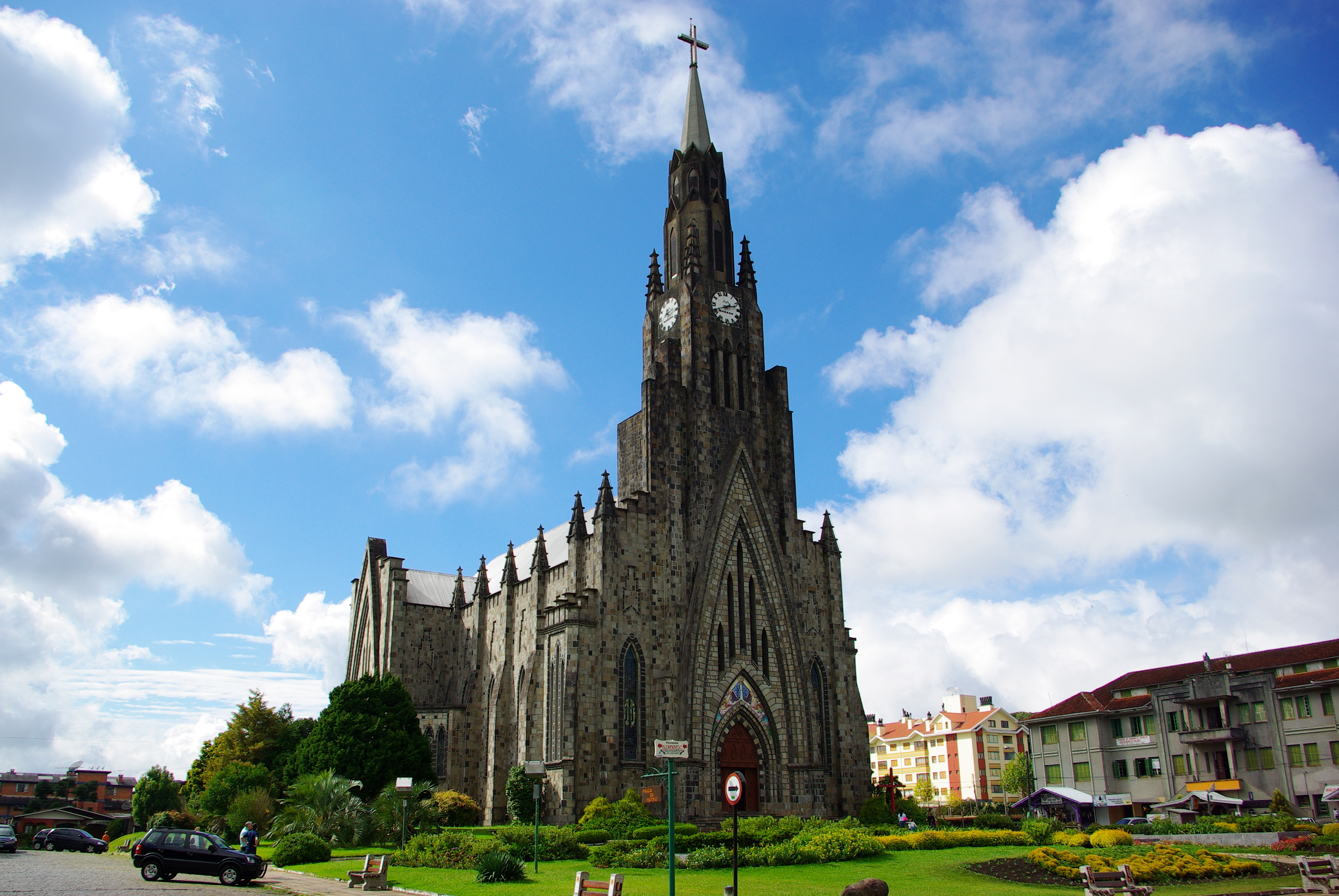
Catedral de la Mare de Déu de Lorda
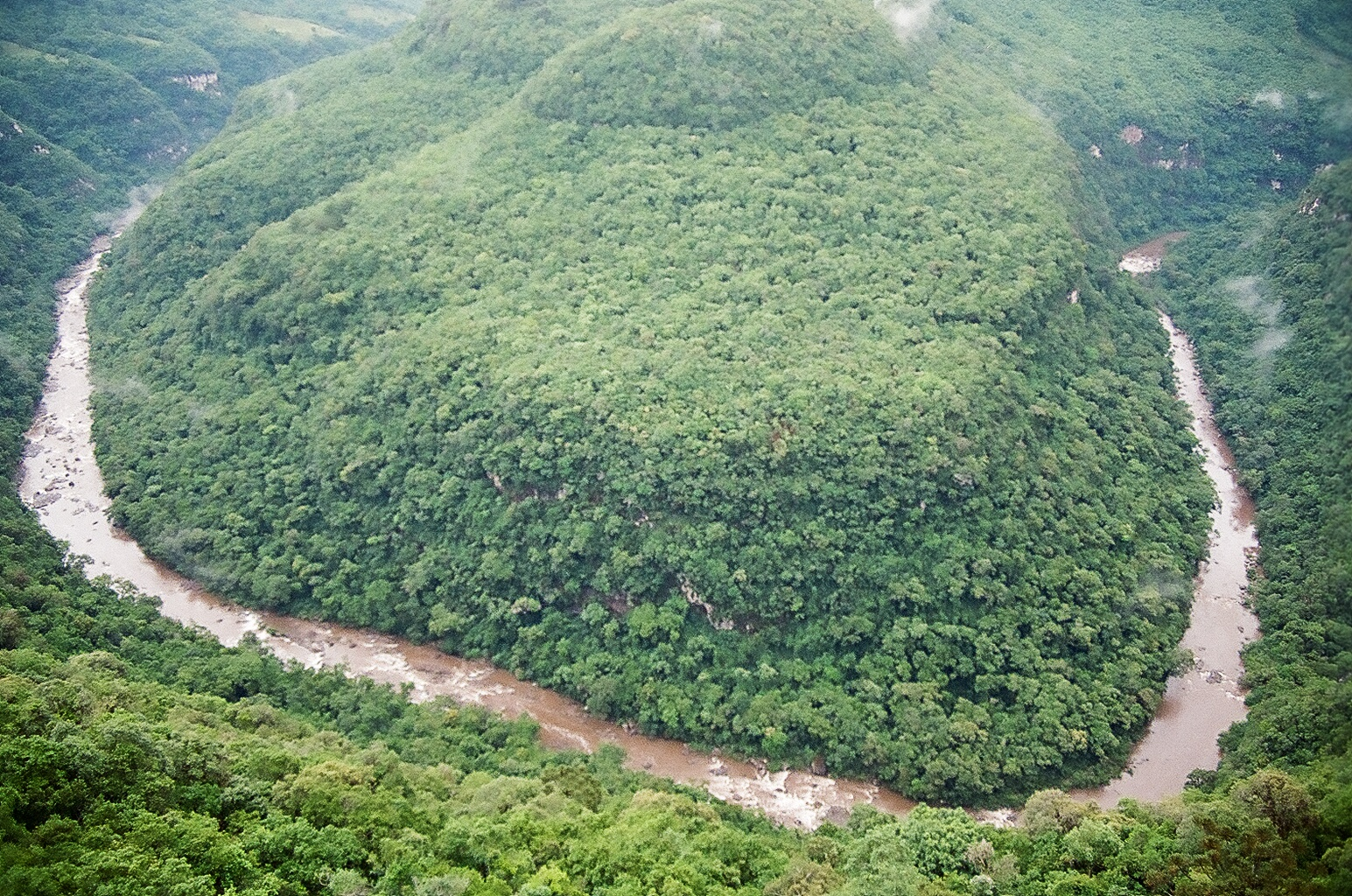
Parc de la Ferradura